# Direction spirituelle
Pour les articles homonymes, voir Accompagnateur.

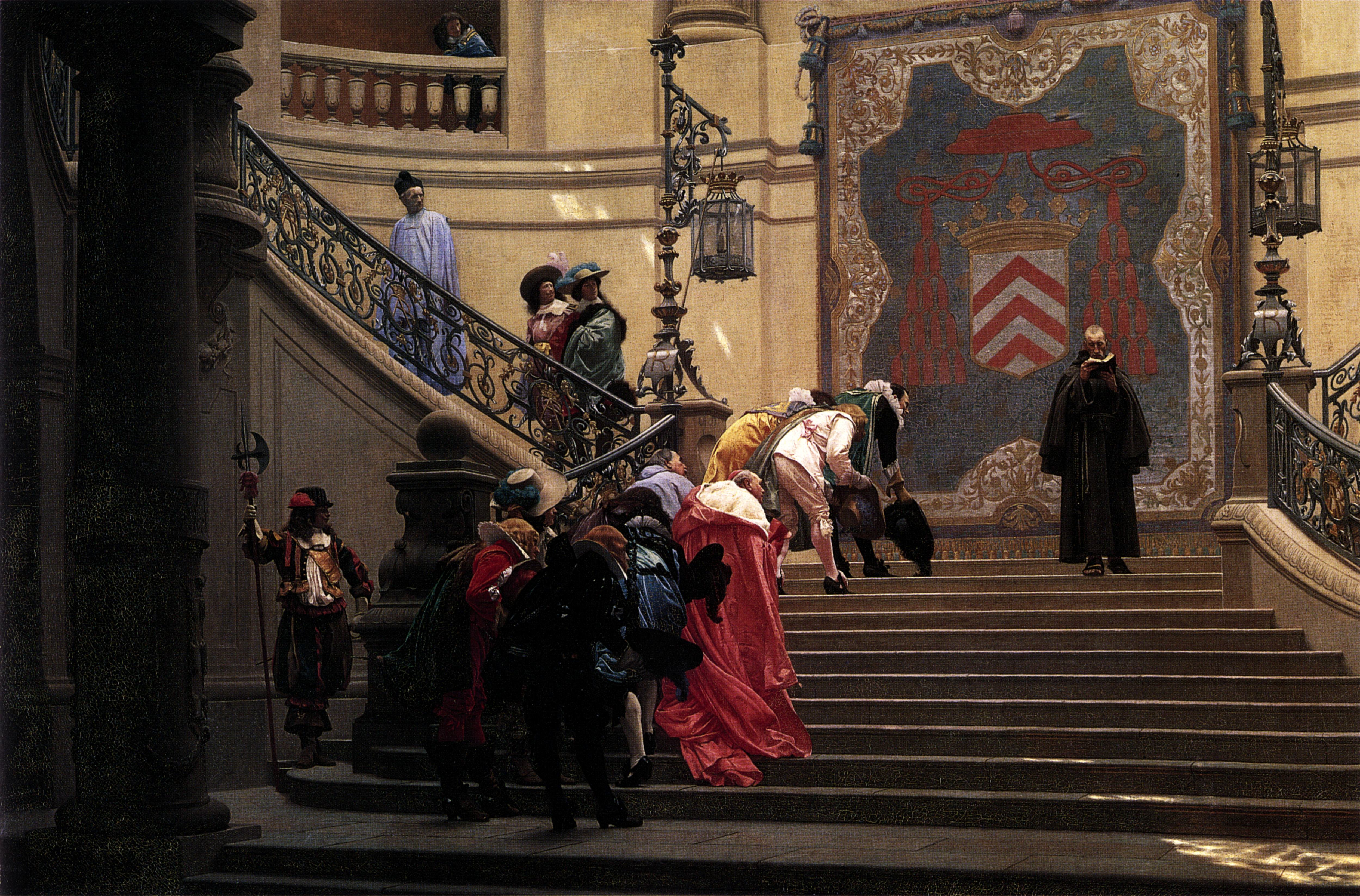
L'Éminence grise, tableau de Gérôme représentant le « père Joseph », directeur spirituel de Richelieu

La direction spirituelle, dans le catholicisme comme dans l'orthodoxie, consiste à guider une personne dans sa foi.  Autrefois appelé « directeur de conscience », celui qui assume cette tâche aujourd’hui est connu comme « directeur spirituel », ou plus fréquemment « accompagnateur » ou « guide spirituel ». Dans le passé, et jusqu’au concile Vatican II, le directeur spirituel était presque toujours un prêtre. Aujourd'hui des religieuses et même des laïcs, notamment dans la tradition ignatienne, jouent un rôle d'accompagnement s'ils ont reçu une formation adéquate. Il est plus courant aujourd'hui de parler d'accompagnement spirituel plutôt que de direction.
L'expression « père spirituel » est aussi passée dans le langage courant pour désigner, en dehors de toute considération religieuse, une personne qui a une influence importante sur une autre personne.

## Notion
La notion de direction spirituelle implique un lien  entre la foi elle-même et son application pratique, que le catholicisme qualifie volontiers d'« œuvres » ou d'« actes » (acta) régis par une discipline. Ce lien de la foi et des œuvres affirmé dans l'Épître de Jacques ("sans œuvres la foi est morte", Jc 2:17) fut rappelé par le concile de Trente, qui s'opposait à la sola fide du protestantisme. Ce clivage, pourtant, s'est peu à peu estompé après Vatican II, jusqu'à disparaître à partir des années 2010 à la suite du dialogue œcuménique entre l'Église catholique et les représentants des Églises réformées. 
François de Sales dans son Introduction à la vie dévote a popularisé la notion de discernement spirituel dans le monde et non plus uniquement dans les monastères ou couvents.
Une même notion existe dans l'Église orthodoxe, mais venant de la tradition monastique avec des directeurs spirituels issus de différents monastères, comme la Nouvelle Jérusalem ou le monastère du Lac Blanc. Raspoutine a pu jouer un rôle relativement comparable à celui d'un starets auprès de la tsarine Alexandra Féodorovna et de sa famille, ou encore, de façon plus éloignée de l'Église, Léon Tolstoï, à la fois éveilleur de conscience dans le cadre de la philosophie tolstoïenne et disciple d'un directeur de conscience.

## Histoire et littérature
L'abbé Bonnet, personnage central du Curé de village, roman de Honoré de Balzac, est un directeur de conscience. Des personnages comparables émaillent les romans de Bernanos, d'Evelyn Waugh, de Mauriac... 
Les capucins et les jésuites ont traditionnellement joué ce rôle, depuis la fondation de leurs ordres respectifs, auprès des souverains temporels, notamment auprès de Louis XIV. 
L'abbé Mugnier, surnommé le « confesseur des duchesses », fut le directeur spirituel de nombre de personnalités du faubourg Saint-Germain mais aussi de Huysmans, dont la « conversion » occupe l'essentiel de son Journal. Le philosophe catholique Jacques Maritain a eu plusieurs directeurs spirituels successifs, dont Léon Bloy et Réginald Garrigou-Lagrange. Le père Philippe, o.p., a joué ce rôle jusqu'à sa mort, en 2006, auprès de plusieurs mouvements religieux, de différents centres d'enseignement et de diverses personnalités.
Les Exercices spirituels d'Ignace de Loyola représentent une variante de la direction spirituelle, mais à la différence de nombreux ouvrages de piété, les Exercices spirituels ne sont pas conçus pour être « lus » mais « pratiqués ». Il est indispensable de les recevoir d'une personne expérimentée, ayant elle-même vécu les Exercices, étant accompagnée, ET formée pour les donner - il ne suffit pas d'être jésuite ou de spiritualité ignatienne pour être apte à donner les exercices et accompagner quelqu'un sur ce chemin.

## Évolution des demandes d'accompagnements spirituel
Si l'accompagnement spirituel était avant tout un cheminement pour croyants souhaitant un guide ou un échange fraternel pour avancer dans leur foi, les accompagnants psycho-spirituel sont régulièrement sollicités aujourd'hui pour intervenir auprès des personnes athées ou de toutes confessions à la recherche de sens à donner à des événements difficiles. A l'occasion d'un deuil, d'une maladie chronique, d'une séparation ou d'un événement particulier générant une perte de sens ou de repères questionnant la place de la spiritualité. Les demandes d'intervention sont plus brèves, un soutien ponctuel lors d'un événement difficile. Il s'agit alors pour les accompagnants de rejoindre la personne au cœur de ce qu'elle vit, de soutenir le questionnement et la possibilité de se relier à la part spirituelle en elle. Le point de rencontre est l'ouverture vers l'autre dans une relation d'égal à égal qui est au service de la quête de Dieu, de la Vie, de l'Amour. Diverses expériences d'accompagnement spirituel sont décrites dans l'excellent ouvrage de  qui permet de mieux saisir où émergent aujourd'hui les besoins et demandes d'accompagnement. 
Les formations d'accompagnant psycho-spirituel sont nombreuses (voir dans liens externes) et s'adressent à des professionnels laïques qui sont très souvent issus de métiers des sciences humaines et / ou de la santé. Ce n'est donc plus uniquement des théologiens (prêtres , pasteurs, etc.) qui se forment à ces accompagnements mais une diversité de profils humains allant à la rencontre de l'autre. 